# Vesennyj
Vesennyj (rusky Весенний, „Jarní“) je městská osada jihozápadně od Bilibina v Bilibinském okrese Čukotského autonomního okruhu, který je součástí Dálněvýchodního federálního okruhu Ruska.

## Geografie
Osada se nachází blízkosti levého přítoku Velkého Aňuji – na řece Bajimka – v Alučinském masivu (Čukotské pohoří). Vzdálenost osady a centra rajónu je 630 km.

Největší ložisko zlata a mědi Pešanka se nachází 15 km od osady.

## Historie

### Sovětské období
Osada byla založena na jaře roku 1965. Odtud pochází její název, i když jiný zdroj uvádí, že toto jméno osada dostala proto, že do této části Čukotky prý vždy přicházelo jaro dříve než do jejích jiných částí. Osada byla založena s cílem vytvořit zde zázemí těžbu zlata v dole Anyujsky (založen červenci 1964) u řeky Bajimka. Tvořilo ji několik stanů a obchod s pekárnou. Roku 1967 byla postavena první obytná budova s osmi byty.

Místo osady bylo zvoleno nevhodně – příliš blízko důlních děl. Proto se následně osada začala rozšiřovat do svahu kopce. Problémy byly také s dodávkou čerstvé vody – v létě dovážely vodu do osady cisterny z nedalekého potoka, v zimě byla přiváděna z řeky, Velkého Aňuji, 40 km od osady. Mimo sezónu se často používala nekvalitní voda nahromaděná v jámách z důlní činnosti.

20 let po založení osady již měla zdravotní středisko a polikliniku, poštu, saunu, prádelnu, spořitelnu, dva hotely, kulturní dům pro 200 lidí, mateřskou školu a 205 dětí zapsaných na místní střední školu. Osada provozovala skleníkovou farmu, kravín a chlév. Byla přivedena železnice. V roce 1981 byl prostřednictvím satelitní stanice zajišťován příjem televizního signálu.

### Postsovětské období
Když se těžba zlata přestala ekonomicky vyplácet, byla osada opuštěna. V roce 1999 bylo oficiálně vyhlášeno, že doly jsou nerentabilní a že zde není možné rozvíjet jinou formu hospodářství, a osada byla spolu s řadou dalších na Čukotce uzavřena. Ruská vláda garantovala finanční prostředky na přepravu nepracujících důchodců a nezaměstnaných z likvidovaných osad včetně Vesennyj z Čukotky do jiných částí Ruska. Ministerstvo železnic bylo povinno pronajmout čukotské správě kontejnery pro přepravu zboží migrantů a zajistit jejich dodání do jednotlivých osad.

Od roku 2008 je v procesu oficiální likvidace, přestože podle zprávy o vlivu projektu Kupol Gold na životní prostředí v osadě nadále žila hrstka lidí.

### Současnost
V oblasti stále těží malá pracovní skupina s názvem „Paprsek“ („Луч“).

### Počet obyvatel
| 2002                | 2005 | 2010                | 2011                |
| ------------------- | ---- | ------------------- | ------------------- |
| 4[nedostupný zdroj] | 4    | 0[nedostupný zdroj] | 1[nedostupný zdroj] |

### Doprava
Vessenyj není spojena s žádným jiným místem trvalou silnicí, ačkoli v rámci osady existuje malá síť silnic, včetně:
- Улица 60 лет ВЛКСМ (Ulica 60 let VLKSM, ulice „60 let VLSKM“)
- Улица Берзина (Ulica Berzina, „ulice Berzina“)
- Улица Лесная (Ulice Lesnaja, „Lesní ulice“)
- Улица Летучего (Ulica Letuchego, „Létající ulice“)
- Улица Механизаторов (Ulica Mechanizatorov, „Ulice strojníků“)
- Улица Нагорная (Ulica Nagornaja, „Náhorní ulice“)
- Улица Советская (Ulica Sovětskaja, „Sovětská ulice“)
- Улица Южная (Ulice Južnaja, „Jižní ulice“)

## Klimatické podmínky
| Vesennyj – podnebí          | Vesennyj – podnebí | Vesennyj – podnebí | Vesennyj – podnebí | Vesennyj – podnebí | Vesennyj – podnebí | Vesennyj – podnebí | Vesennyj – podnebí | Vesennyj – podnebí | Vesennyj – podnebí | Vesennyj – podnebí | Vesennyj – podnebí | Vesennyj – podnebí | Vesennyj – podnebí |
| Období                      | leden              | únor               | březen             | duben              | květen             | červen             | červenec           | srpen              | září               | říjen              | listopad           | prosinec           | rok                |
| --------------------------- | ------------------ | ------------------ | ------------------ | ------------------ | ------------------ | ------------------ | ------------------ | ------------------ | ------------------ | ------------------ | ------------------ | ------------------ | ------------------ |
| Nejvyšší teplota [°C]       | −0,7               | 11                 | −1                 | 5,4                | 19                 | 30                 | 31,3               | 31,2               | 19                 | 6                  | 2,3                | 0,6                | 31,3               |
| Průměrné denní maximum [°C] | −28,1              | −27,5              | −20,2              | −10,7              | 2,8                | 14,9               | 17,5               | 14,1               | 4,9                | −9,1               | −24,2              | −27,6              | −7,8               |
| Průměrné denní minimum [°C] | −34,1              | −35,4              | −32,4              | −24,8              | −7,5               | 4,2                | 6,6                | 3,3                | −3,1               | −16,3              | −29,7              | −32,9              | −16,8              |
| Nejnižší teplota [°C]       | −55,4              | −54                | −52,5              | −43,4              | −31                | −6,8               | −6                 | −9,2               | −17                | −39                | −54,5              | −55,2              | −55,2              |
| Průměrné srážky [mm]        | 12                 | 12                 | 6                  | 6                  | 6                  | 27                 | 48                 | 42                 | 12                 | 15                 | 15                 | 15                 | 216                |
| Sněžení [cm]                | 46                 | 33                 | 30,5               | 25,5               | 20,5               | 5                  | 0                  | 2,5                | 23                 | 40,5               | 38                 | 46                 | 305                |
| Zdroj: Meoweather.com       |                    |                    |                    |                    |                    |                    |                    |                    |                    |                    |                    |                    |                    |